# Lista över gator uppkallade efter nobelpristagare

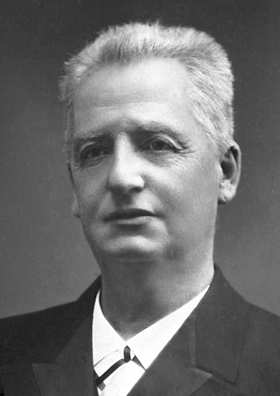
Klas Pontus Arnoldson

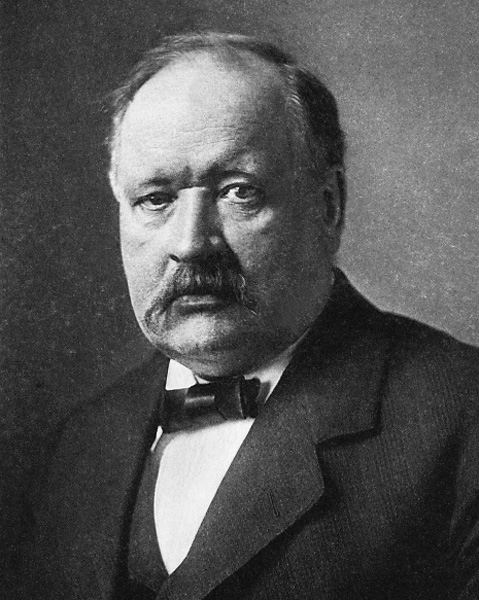
Svante Arrhenius

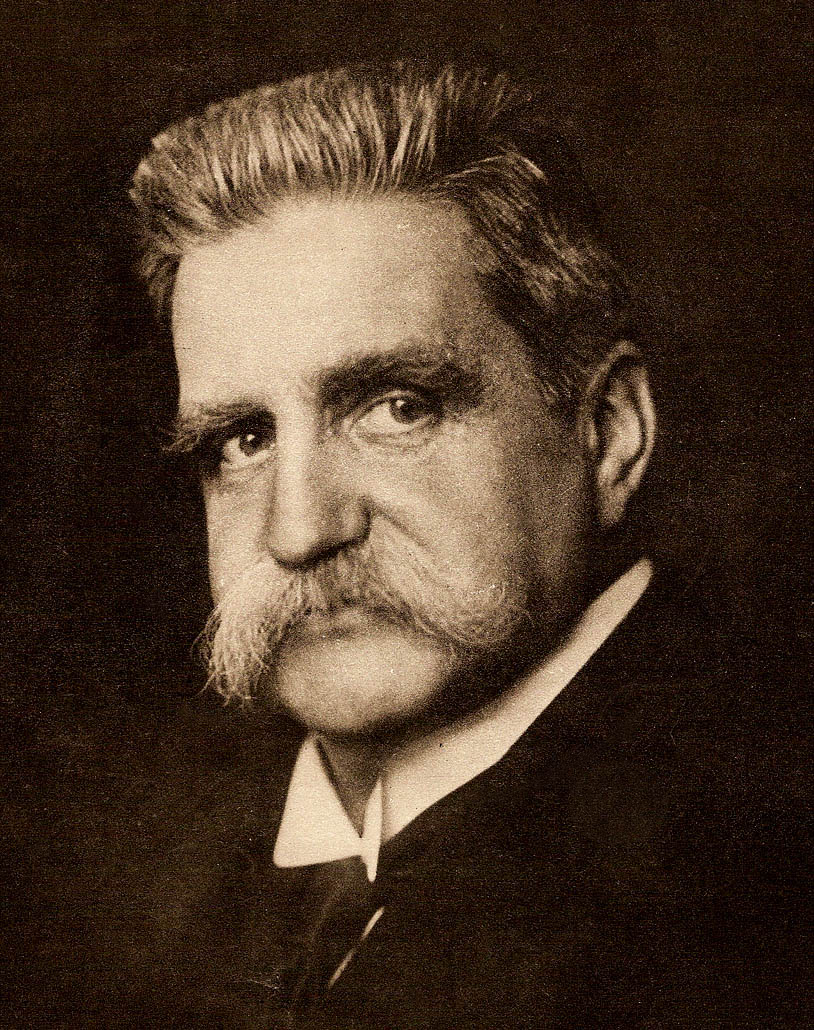
Hjalmar Branting

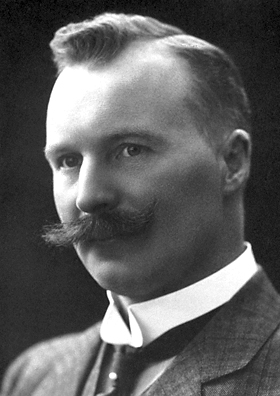
Gustaf Dalén

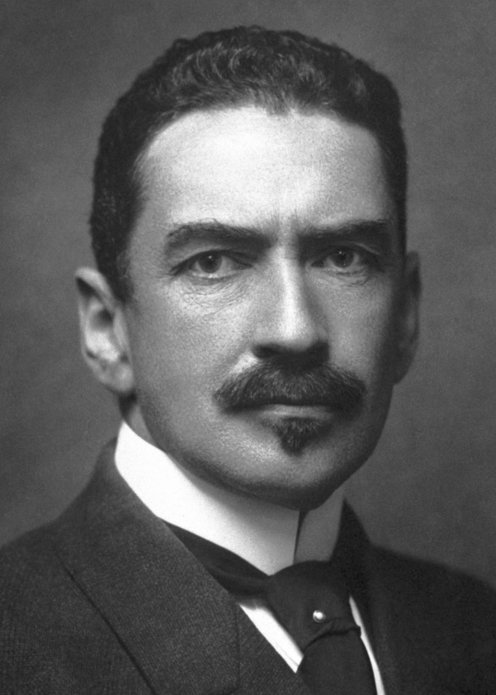
Hans von Euler-Chelpin

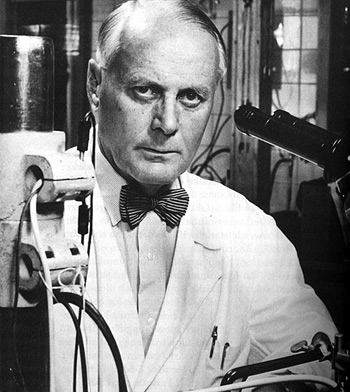
Ragnar Granit

Det här är en lista över gator och platser uppkallade efter mottagare av Nobelpriset och Sveriges riksbanks pris i ekonomisk vetenskap till Alfred Nobels minne.

## Sverige

### A
- K P Arnoldssons väg, Tumba, Klas Pontus Arnoldson
- Svante Arrhenius väg, Stockholm, Svante Arrhenius

### B
- Hjalmar Brantingsgatan, Göteborg, Hjalmar Branting
- Hjalmar Brantingsgatan, Uppsala, Hjalmar Branting
- Hjalmar Brantingsplatsen, Göteborg, Hjalmar Branting

### C
- Arvid Carlssons väg, Falkenberg, Arvid Carlsson

### D
- Gustaf Dalénsgatan, Göteborg, Gustaf Dalén
- Gustaf Daléns väg, Stenstorp, Gustaf Dalén

### E
- Von Eulers väg[1], Solna, Hans von Euler-Chelpin och Ulf von Euler

### G
- Granits väg[1], Solna, Ragnar Granit
- Alvar Gullstrands gata, Uppsala, Alvar Gullstrand

### H
- Dag Hammarskjölds väg, Stockholm, Dag Hammarskjöld
- Dag Hammarskjölds väg, Uppsala, Dag Hammarskjöld

### J
- Eyvind Johnsons gata, Stockholm, Eyvind Johnson

### K
- Karlfeldtsparken[2], Kungsholmen, Stockholm, Erik Axel Karlfeldt

### L
- Pär Lagerkvists gata, Kungsholmen, Stockholm, Pär Lagerkvist
- Selma Lagerlöfs torg[3], Göteborg, Selma Lagerlöf

### M
- Harry Martinsons gata, Kungsholmen, Stockholm, Harry Martinson
- Alva Myrdals Gata, Eskilstuna, Alva Myrdal

### O
- Bertil Ohlins gata, Stockholm, invigd 2013, Bertil Ohlin

### S
- The Svedbergs väg, Gävle, The Svedberg

### T
- Hugo Theorells torg[4], Linköping, Hugo Theorell
- Arne Tiselius gata, Uppsala, Arne Tiselius